# Municipio de Minto
El municipio de Minto (en inglés: Minto Township) es un municipio ubicado en el condado de Cavalier en el estado estadounidense de Dakota del Norte. En el año 2010 tenía una población de 24 habitantes y una densidad poblacional de 0,26 personas por km².

## Geografía
El municipio de Minto se encuentra ubicado en las coordenadas 48°50′27″N 98°39′00″O / 48.84083, -98.65000. Según la Oficina del Censo de los Estados Unidos, el municipio tiene una superficie total de 92.81 km², de la cual 90,43 km² corresponden a tierra firme y (2,56 %) 2,38 km² es agua.

## Demografía
Según el censo de 2010, había 24 personas residiendo en el municipio de Minto. La densidad de población era de 0,26 hab./km². De los 24 habitantes, el municipio de Minto estaba compuesto por el 100 % blancos. Del total de la población el 0 % eran hispanos o latinos de cualquier raza.